# Humanae vitae
Humanae vitae (en Latín, que significa 'De la vida humana') es una encíclica escrita por el Papa Pablo VI y fechada el 25 de julio de 1968. El texto fue publicado en una conferencia de prensa en el Vaticano el 29 de julio. Subtitulada Sobre la regulación de los nacimientos, reafirmó la enseñanza de la Iglesia Católica respecto al amor conyugal, la paternidad responsable y el rechazo de la contracepción artificial. Al formular su enseñanza, explicó por qué no aceptó las conclusiones de la Comisión Pontificia sobre Control de la Natalidad establecida por su predecesor, Papa Juan XXIII, una comisión que él mismo había ampliado.
Principalmente debido a su reafirmación de la oposición de la Iglesia a la contracepción artificial, la encíclica fue políticamente controvertida. Afirmó la enseñanza moral tradicional de la Iglesia sobre la santidad de la vida y la naturaleza procreativa y unitaria de las relaciones conyugales.
Fue la última de las siete encíclicas de Pablo VI.

## Resumen

### Afirmación de la enseñanza tradicional
En esta encíclica, Pablo VI reafirmó la visión de la Iglesia Católica sobre el matrimonio y las relaciones maritales y continuó la condena del "control de la natalidad" artificial. Haciendo referencia a dos comités papales y a numerosos expertos independientes que examinaron nuevos desarrollos en el control artificial de la natalidad, Pablo VI construyó sobre las enseñanzas de sus predecesores, especialmente Pío XI, Pío XII y Juan XXIII, todos los cuales insistieron en las obligaciones divinas de los compañeros matrimoniales a la luz de su asociación con Dios el creador.

### Base doctrinal
El propio Pablo VI, incluso cuando los miembros de la comisión emitían sus opiniones personales a lo largo de los años, siempre reafirmó las enseñanzas de la Iglesia, repitiéndolas más de una vez en los primeros años de su pontificado.
Para el Papa Pablo VI, las relaciones maritales eran mucho más que una unión de dos personas. En su visión, constituyen una unión de la pareja amorosa con un Dios amoroso, en la que las dos personas generan la materia para el cuerpo, mientras que Dios crea el alma única de una persona. Por esta razón, Pablo VI enseña en la primera frase de Humanae vitae que la "transmisión de la vida humana es un papel muy serio en el que las personas casadas colaboran libre y responsablemente con Dios el Creador". Esta es una asociación divina, por lo que Pablo VI no permite decisiones humanas arbitrarias, que puedan limitar la providencia divina. Según Pablo VI, las relaciones matrimoniales son una fuente de gran alegría, pero también de dificultades y penurias. La cuestión de la procreación humana con Dios, excede en la visión de Pablo VI disciplinas específicas como la biología, la psicología, la demografía o la sociología. Según Pablo VI, el amor conyugal tiene su origen en Dios, que es amor, y a partir de esta dignidad básica, define su posición:

Humanae vitae, no. 8–9

La encíclica comienza con una afirmación de la competencia del magisterio de la Iglesia Católica para decidir cuestiones de moralidad. Luego observa que las circunstancias a menudo dictan que las parejas casadas deben limitar el número de hijos, y que el acto sexual entre esposo y esposa es digno, incluso si se prevé que no resultará en procreación. No obstante, se sostiene que el acto sexual debe mantener su relación intrínseca con la procreación de la vida humana.
Toda acción específicamente destinada a prevenir la procreación está prohibida, excepto en circunstancias médicamente necesarias. Los medios terapéuticos necesarios para curar enfermedades están exentos, incluso si se prevé un impedimento para la procreación, pero solo si la infertilidad no es directamente intencionada. Esto se considera una contradicción directa del orden moral establecido por Dios. El aborto, incluso por razones terapéuticas, está absolutamente prohibido, al igual que la esterilización, incluso si es temporal. Se permiten medios terapéuticos que inducen infertilidad (por ejemplo, histerectomía), si no están específicamente destinados a causar infertilidad (por ejemplo, si el útero es canceroso, se pretende la preservación de la vida). Si hay razones bien fundadas (que surgen de la condición física o psicológica del esposo o la esposa, o de circunstancias externas), se permiten métodos de planificación familiar natural (abstenerse de relaciones sexuales durante ciertas partes del ciclo menstrual), ya que aprovechan una facultad proporcionada por la naturaleza.
La aceptación de métodos artificiales de control de la natalidad se afirma que resulta en varias consecuencias negativas, entre ellas una disminución general de los estándares morales debido al sexo sin consecuencias, y el peligro de que los hombres puedan reducir a las mujeres a ser un mero instrumento para la satisfacción de [sus] propios deseos; finalmente, el abuso de poder por parte de las autoridades públicas y un falso sentido de autonomía.

### Apelación a la ley natural y conclusión
Las autoridades públicas deben oponerse a leyes que socaven la ley natural; los científicos deben estudiar más a fondo métodos efectivos de control de la natalidad natural; los médicos deben familiarizarse más con esta enseñanza, para poder asesorar a sus pacientes, y los sacerdotes deben explicar clara y completamente la enseñanza de la Iglesia sobre el matrimonio. La encíclica reconoce que "quizás no todos acepten fácilmente esta enseñanza particular", pero que "no es de extrañar que a la Iglesia, al igual que a su Divino Fundador, le esté destinado ser signo de contradicción". Se señala el deber de proclamar toda la ley moral, "tanto natural como evangélica". La encíclica también señala que la Iglesia Católica Romana no puede "declarar lícito lo que en realidad es ilícito", porque se preocupa por "salvaguardar la santidad del matrimonio, para guiar la vida matrimonial hacia su plena perfección humana y cristiana". Esta debe ser la prioridad para sus compañeros obispos, sacerdotes y laicos. Pablo VI predijo que el progreso futuro en las esferas social, cultural y económica haría que la vida matrimonial y familiar fuera más alegre, siempre que se siguiera fielmente el designio de Dios para el mundo. La encíclica concluye con una apelación a observar las leyes naturales del Dios Altísimo. "Estas leyes deben ser observadas con sabiduría y amor".

## Historia

### Orígenes
Ha habido una prohibición general y de larga data en el cristianismo sobre la contracepción y el aborto, con Padres de la Iglesia como Clemente de Alejandría y San Agustín condenando estas prácticas. No fue sino hasta la Conferencia de Lambeth de 1930 que la Comunión Anglicana permitió la contracepción en circunstancias limitadas. Las denominaciones protestantes principales desde entonces han eliminado las prohibiciones contra la contracepción artificial. En una reacción parcial, el Papa Pío XI escribió la encíclica Casti connubii (Sobre el matrimonio cristiano) en 1930, reafirmando la creencia de la Iglesia Católica en varias enseñanzas cristianas tradicionales sobre el matrimonio y la sexualidad, incluyendo la prohibición de la contracepción artificial incluso dentro del matrimonio. Casti connubii está en contra de la contracepción y con respecto a la planificación familiar natural permitió a las parejas casadas usar sus derechos nupciales "de manera adecuada" cuando, debido al tiempo o defectos, no se podía procrear. 

### La comisión de Juan XXIII
Con la aparición de los primeros anticonceptivos orales en 1960, los disidentes en la Iglesia argumentaron a favor de reconsiderar las posiciones de la Iglesia. En 1963, el Papa Juan XXIII estableció una comisión de seis no teólogos europeos para estudiar cuestiones de control de natalidad y población. Se reunió una vez en 1963 y dos veces en 1964. Cuando el Concilio Vaticano II estaba concluyendo, el Papa Pablo VI la amplió a cincuenta y ocho miembros, incluyendo parejas casadas, laicas, teólogos y obispos. El último documento emitido por el concilio (Gaudium et spes) contenía una sección titulada "Fomentar la nobleza del matrimonio" (1965, núms. 47–52), que discutía el matrimonio desde el punto de vista personalista. Se afirmó el "deber de la paternidad responsable", pero la determinación de las formas lícitas e ilícitas de regular la natalidad se reservó al Papa Pablo VI. En la primavera de 1966, después del cierre del concilio, la comisión celebró su quinta y última reunión, habiendo sido ampliada nuevamente para incluir dieciséis obispos como comité ejecutivo. La comisión era solo consultiva, pero presentó un informe aprobado por la mayoría de 64 miembros a Pablo VI. Propuso que aprobara la contracepción artificial sin distinción de los diversos medios. Una minoría de cuatro miembros se opuso a este informe y emitió un informe paralelo al Papa. Los argumentos en el informe minoritario, en contra del cambio en la enseñanza de la iglesia, fueron que un relajamiento de las restricciones sobre la contracepción significaría que la Iglesia Católica "tendría que admitir francamente que el Espíritu Santo había estado del lado de las iglesias protestantes en 1930" (cuando se promulgó Casti connubii), y que "también debería admitirse que durante medio siglo el Espíritu no logró proteger a Pío XI, Pío XII y una gran parte de la jerarquía católica de un error muy grave".
Después de dos años más de estudio y consulta, el papa emitió Humanae vitae, que eliminó cualquier duda de que la Iglesia considera los anticonceptivos hormonales como contraceptivos. Explicó por qué no aceptó la opinión del informe mayoritario de la comisión (1968, #6). Se plantearon argumentos en las décadas siguientes de que su decisión nunca ha pasado la condición de "recepción" para convertirse en doctrina de la iglesia.

### Redacción de la encíclica
En su papel de Teólogo de la Casa Pontificia, Mario Luigi Ciappi aconsejó a Papa Pablo VI durante la redacción de Humanae vitae. Ciappi, doctorado por el Pontificium Athenaeum Internationale Angelicum, futuro Pontificio Instituto Juan Pablo II para Estudios sobre Matrimonio y Familia, Angelicum, fue profesor de teología dogmática y decano de la Facultad de Teología del Angelicum de 1935 a 1955.
Según George Weigel, Pablo VI nombró al Arzobispo Karol Wojtyła (posteriormente Papa Juan Pablo II) para la comisión, pero las autoridades gubernamentales polacas no le permitieron viajar a Roma. Wojtyła había defendido previamente la posición de la Iglesia desde un punto de vista filosófico en su libro de 1960 Love and Responsibility. Aunque gran parte de su lenguaje y argumentos no fueron incorporados, la posición de Wojtyła fue considerada de manera significativa y se reflejó en el borrador final de la encíclica. Weigel atribuye gran parte de la mala recepción de la encíclica a la omisión de muchos de los argumentos de Wojtyła.
En 2017, anticipando el 50.º aniversario de la encíclica, cuatro teólogos liderados por Mons. Gilfredo Marengo, profesor de antropología teológica en el Instituto Pontificio Juan Pablo II para Estudios sobre Matrimonio y Familia, lanzaron un proyecto de investigación que denominaron "un trabajo de investigación histórico-crítica sin otro objetivo que reconstruir lo mejor posible todo el proceso de composición de la encíclica". Utilizando los recursos de los Archivos Secretos Vaticanos y de la Congregación para la Doctrina de la Fe, esperan detallar el proceso de escritura y la interacción entre la comisión, la publicidad en torno al trabajo de la comisión y la autoría de Pablo.

## Aspectos destacados

### Fidelidad al diseño de Dios
13. Los hombres observan con razón que un acto conyugal impuesto a la pareja sin consideración a su condición o deseos personales y razonables en el asunto, no es un verdadero acto de amor y, por tanto, ofende el orden moral en su aplicación particular a la relación íntima de marido y mujer. Si reflexionan más, también deben reconocer que un acto de amor mutuo que perjudica la capacidad de transmitir la vida, que Dios Creador ha incorporado mediante leyes específicas, frustra Su diseño que constituye la norma del matrimonio, y contradice la voluntad del Autor de la vida. Por lo tanto, usar este don divino mientras se priva, aunque sea parcialmente, de su significado y propósito, es igualmente repugnante a la naturaleza del hombre y de la mujer, y está en oposición al plan de Dios y a Su santa voluntad. Pero experimentar el don del amor conyugal respetando las leyes de la concepción es reconocer que no se es dueño de las fuentes de la vida, sino más bien ministro del diseño establecido por el Creador. Así como el hombre no tiene dominio ilimitado sobre su cuerpo en general, tampoco tiene tal dominio sobre sus facultades específicamente sexuales, ya que por su propia naturaleza están concernidas con la generación de la vida, de la cual Dios es la fuente. "La vida humana es sagrada —todos los hombres deben reconocer este hecho", recordó nuestro predecesor, el Papa Juan XXIII. "Desde su misma concepción, revela la mano creadora de Dios."

### Medios terapéuticos lícitos
15. [...] la Iglesia no considera en absoluto ilícito el uso de aquellos medios terapéuticos necesarios para curar enfermedades corporales, incluso si de ello resultara un impedimento previsible para la procreación, siempre que dicho impedimento no sea directamente deseado.

### Recurso a los períodos infértiles
16. [...] Si, por tanto, existen razones bien fundamentadas para espaciar los nacimientos, derivadas de la condición física o psicológica del marido o la esposa, o de circunstancias externas, la Iglesia enseña que las personas casadas pueden entonces aprovechar los ciclos naturales inherentes al sistema reproductivo y participar en el acto conyugal solo durante los períodos que son infértiles, controlando así el nacimiento de una manera que no ofenda en lo más mínimo los principios morales que acabamos de explicar.

### Preocupación de la Iglesia
18. Es de esperar que quizás no todos acepten fácilmente esta enseñanza particular. Hay demasiadas clamorosas protestas contra la voz de la Iglesia, y esto se intensifica por los modernos medios de comunicación. Pero no sorprende a la Iglesia que ella, al igual que su divino Fundador, esté destinada a ser una "señal de contradicción". Por esto, la Iglesia no evita el deber que se le impone de proclamar humildemente pero firmemente toda la ley moral, tanto natural como evangélica. Dado que la Iglesia no ha creado ninguna de estas leyes, no puede ser su árbitro, sino su guardiana e intérprete. Nunca sería correcto que la Iglesia declare lícito lo que de hecho es ilícito, ya que esto, por su misma naturaleza, siempre está en oposición al verdadero bien del hombre. Al preservar intacta toda la ley moral del matrimonio, la Iglesia está convencida de que contribuye a la creación de una verdadera civilización humana. La Iglesia insta al hombre a no traicionar sus responsabilidades personales poniendo toda su fe en expedientes técnicos. De esta manera, defiende la dignidad del marido y la esposa. Este proceder muestra que la Iglesia, fiel al ejemplo y enseñanza del divino Salvador, es sincera y desinteresada en su respecto por los hombres a quienes se esfuerza por ayudar incluso ahora durante esta peregrinación terrenal "para compartir la vida de Dios como hijos del Dios viviente, Padre de todos los hombres".

### Países en desarrollo
23. Somos plenamente conscientes de las dificultades que enfrentan las autoridades públicas en este asunto, especialmente en los países en desarrollo. De hecho, teníamos en mente las ansiedades justificables que pesan sobre ellos cuando publicamos nuestra carta encíclica Populorum Progressio. Pero ahora unimos nuestra voz a la de nuestro predecesor Juan XXIII de venerable memoria, y hacemos nuestras sus palabras: "Ninguna afirmación del problema ni ninguna solución al mismo es aceptable si atenta contra la dignidad esencial del hombre; aquellos que proponen tales soluciones las basan en una concepción absolutamente materialista del propio hombre y su vida. La única solución posible a esta cuestión es la que contempla el progreso social y económico tanto de los individuos como de toda la sociedad humana, y que respeta y promueve los verdaderos valores humanos." Nadie puede, sin ser groseramente injusto, responsabilizar a la Providencia divina por lo que claramente parece ser el resultado de políticas gubernamentales equivocadas, de una insuficiente sensibilidad de justicia social, de una acumulación egoísta de bienes materiales y, finalmente, de una culpable omisión de emprender aquellas iniciativas y responsabilidades que elevarían el nivel de vida de los pueblos y sus hijos.

## Recepción

### Comparación con el caso de Galileo
El cardenal Leo Joseph Suenens, moderador del concilio ecuménico, cuestionó: "si la teología moral tomaba suficientemente en cuenta el progreso científico, que puede ayudar a determinar qué es según la naturaleza. Les ruego, hermanos míos, evitemos otro asunto Galileo. Uno es suficiente para la Iglesia." En una entrevista en Informations Catholiques Internationales el 15 de mayo de 1969, criticó nuevamente la decisión del Papa como frustrante para la colegialidad definida por el concilio, calificándola como un acto no colegial o incluso anti-colegial. Fue apoyado por teólogos del Vaticano II como Karl Rahner, Hans Küng, varias conferencias episcopales, como la de Austria, Alemania y Suiza, así como varios obispos, incluido Christopher Butler, quien la llamó una de las contribuciones más importantes a la discusión contemporánea en la Iglesia.

### Disidencia abierta
La publicación de la encíclica marca la primera vez en el siglo XX que se expresó amplia y públicamente disidencia por parte de los laicos respecto a enseñanzas de la Iglesia. La enseñanza ha sido criticada por organizaciones de desarrollo y otros que afirman que limita los métodos disponibles para combatir el crecimiento poblacional mundial y luchar contra el VIH/sida. Dentro de los dos días posteriores al lanzamiento de la encíclica, un grupo de teólogos disidentes, liderados por el P. Charles Curran, entonces en la Catholic University of America, emitió una declaración afirmando que "los cónyuges pueden decidir responsablemente, según su conciencia, que la anticoncepción artificial en algunas circunstancias es permisible e incluso necesaria para preservar y fomentar el valor y la sacralidad del matrimonio."

### Obispos canadienses
Dos meses después, la controvertida Declaración de Winnipeg emitida por la Conferencia de Obispos Católicos de Canadá afirmó que aquellos que no pueden aceptar la enseñanza no deben ser considerados excluidos de la Iglesia Católica, y que las personas pueden, de buena conciencia, usar anticonceptivos siempre y cuando primero hayan intentado sinceramente aceptar las directrices difíciles de la encíclica.

### Catecismo Holandés
El Catecismo Holandés de 1966, basado en la interpretación de los obispos holandeses del recién concluido Concilio Vaticano II y siendo el primer catecismo católico comprensivo postconciliar, señaló la falta de mención de la contracepción artificial en el Concilio. "Como todos pueden constatar hoy en día, existen varios métodos para regular los nacimientos. El Concilio Vaticano II no habló de ninguno de estos métodos concretos [...] Este es un punto de vista diferente al tomado bajo Pío XI hace unos treinta años, el cual también fue mantenido por su sucesor [...] aquí podemos percibir un claro desarrollo en la Iglesia, un desarrollo que también está ocurriendo fuera de la Iglesia."

### Unión Soviética
En la Unión Soviética, Literaturnaja Gazeta, una publicación de intelectuales soviéticos, incluyó un editorial y una declaración de médicos rusos en contra de la encíclica.

### Reacciones ecuménicas
Las reacciones ecuménicas fueron mixtas. Los luteranos liberales y moderados y el Consejo Mundial de Iglesias mostraron decepción. Eugene Carson Blake criticó los conceptos de naturaleza y ley natural, que, en su opinión, aún dominaban la teología católica, como desactualizados. Esta preocupación dominó varios artículos en revistas católicas y no católicas en aquel momento. El Patriarca Athenagoras I expresó su pleno acuerdo con Papa Pablo VI: "No podría haber hablado de otra manera."

### América Latina
En América Latina, surgió mucho apoyo para el Papa y su encíclica. Cuando el presidente del Banco Mundial, Robert McNamara, declaró en la Reunión Anual del Fondo Monetario Internacional y el Grupo del Banco Mundial en 1968 que los países que permiten prácticas de control de natalidad tendrán acceso preferencial a recursos, médicos en La Paz, Bolivia, consideraron insultante que el dinero debiera ser intercambiado por la conciencia de una nación católica. En Colombia, el Cardenal Aníbal Muñoz Duque declaró: "si la condicionalidad estadounidense socava las enseñanzas papales, preferimos no recibir un solo centavo". El Senado de Bolivia aprobó una resolución, afirmando que Humanae vitae puede ser discutida en sus implicaciones sobre las conciencias individuales, pero es de gran significado porque defiende los derechos de las naciones en desarrollo para determinar sus propias políticas de población. La revista jesuita Sic dedicó una edición a la encíclica con contribuciones de apoyo. Sin embargo, en contra de dieciocho sacerdotes insubordinados, profesores de teología de la Pontificia Universidad Católica de Chile, y la subsiguiente conspiración de silencio practicada por el Episcopado chileno, que tuvo que ser censurada por el Nuncio en Santiago por orden del Cardenal Gabriel-Marie Garrone, prefecto de la Congregación para la Educación Católica, desencadenando eventualmente un conflicto mediático con es, Plinio Corrêa de Oliveira expresó su aflicción con las lamentaciones de Jeremías: "¡Oh vosotros todos los que pasáis por el camino!" (Lamentaciones 1:12, Reina-Valera).

### Cardenal Martini
En el libro "Conversaciones nocturnas en Jerusalén. Sobre el riesgo de la fe.", el conocido cardenal liberal Carlo Maria Martini acusó a Pablo VI de ocultar deliberadamente la verdad, dejando a los teólogos y pastores arreglar las cosas adaptando preceptos a la práctica: "Conocí bien a Pablo VI. Con la encíclica, él quería expresar consideración por la vida humana. Explicó su intención a algunos de sus amigos usando una comparación: aunque no se debe mentir, a veces no es posible hacer lo contrario; puede ser necesario ocultar la verdad, o puede ser inevitable decir una mentira. Depende de los moralistas explicar dónde comienza el pecado, especialmente en los casos en que hay un deber superior que la transmisión de la vida."

### Karol Wojtyła
El futuro Papa Juan Pablo II (en ese momento Arzobispo de Cracovia Karol Wojtyła) pidió a Pablo VI que aplicara la infalibilidad papal in docendo (en enseñanza) a la encíclica, equiparándola con la autoridad de un dogma. Pablo VI y Juan XXIII no lo hicieron. Wojtyła mismo declaró que la encíclica forma parte del Magisterio ordinario y universal de la Iglesia Católica Romana.

### Respuesta del Papa Pablo VI
El Papa Pablo VI se preocupó por la recepción de la encíclica en Occidente. Reconociendo la controversia, Pablo VI en una carta al Congreso de Católicos Alemanes (30 de agosto de 1968), declaró: "Que el vivo debate suscitado por nuestra encíclica conduzca a un mejor conocimiento de la voluntad de Dios." En marzo de 1969, tuvo una reunión con uno de los principales críticos de Humanae vitae, el cardenal Leo Joseph Suenens. Pablo lo escuchó y simplemente dijo: "Sí, oren por mí; debido a mis debilidades, la Iglesia está mal gobernada." Para hacer reflexionar a sus críticos, también les recordó la experiencia de nada menos que San Pedro: "[n]ow I understand St Peter: he came to Rome twice, the second time to be crucified", – dirigiendo así su atención hacia su alegría al glorificar al Señor. Cada vez más convencido de que "el humo de Satanás entró en el templo de Dios por alguna fisura", Pablo VI reafirmó, el 23 de junio de 1978, semanas antes de su muerte, en una dirección al Colegio de Cardenales, su Humanae vitae: "siguiendo las confirmaciones de la ciencia seria", y que buscaba afirmar el principio de respeto por las leyes de la naturaleza y de "una paternidad consciente y éticamente responsable".

### Padre Pío
En su última carta al Papa Pablo VI, el místico cristiano y santo canonizado Padre Pío llamó a Humanae vitae "palabras claras y decisivas".

## Legado
Las encuestas han demostrado que muchos católicos autoidentificados utilizan medios artificiales de contracepción, y que muy pocos utilizan la planificación familiar natural. Sin embargo, John L. Allen Jr. escribió en 2008: "Tres décadas de nombramientos episcopales por Juan Pablo II y Benedicto XVI, ambos inequívocamente comprometidos con Humanae Vitae, significan que los líderes principales en el catolicismo en estos días están mucho menos inclinados que en 1968 a distanciarse de la prohibición del control de natalidad, o a suavizarla. Algunos obispos católicos han publicado documentos defendiendo Humanae Vitae." Los desarrollos en la conciencia de fertilidad desde la década de 1960 también han dado lugar a organizaciones de planificación familiar natural como el Método de Ovulación Billings, la Liga de la Pareja para la Pareja y el Sistema de Atención de Fertilidad del Modelo Creighton, que ofrecen instrucción formal sobre el uso y la confiabilidad de los métodos naturales de control de natalidad.

### Papa Juan Pablo I
Las opiniones de Albino Luciani sobre Humanae vitae han sido objeto de debate. El periodista John L. Allen Jr. afirma que "es virtualmente seguro que Juan Pablo I no habría revertido la enseñanza de Pablo VI, especialmente porque no era un radical doctrinal. Además, como Patriarca en Venecia, algunos vieron un endurecimiento de su postura sobre temas sociales con el paso de los años." Según Allen, "es razonable suponer que Juan Pablo I no habría insistido en el juicio negativo de Humanae Vitae de manera tan agresiva y pública como lo hizo Juan Pablo II, y probablemente no lo habría tratado como una enseñanza cuasi infalible. Habría permanecido como una cuestión más 'abierta'". Otras fuentes tienen una opinión diferente y señalan que durante su tiempo como Patriarca de Venecia, "Luciani fue intransigente en la defensa de la enseñanza de la Iglesia y severo con aquellos que, por orgullo intelectual y desobediencia, no prestaron atención a la prohibición de la Iglesia sobre la anticoncepción", aunque sin aprobar el pecado, fue tolerante con aquellos que sinceramente intentaron y fallaron en vivir de acuerdo con la enseñanza de la Iglesia. El libro de Raymond y Lauretta The Smiling Pope, The Life & Teaching of John Paul I afirma que "si algunas personas piensan que su compasión y gentileza en este aspecto implican que estaba en contra de Humanae Vitae, solo se puede inferir que era un deseo de ellos y un intento de encontrar un aliado a favor de la anticoncepción artificial."

### Papa Juan Pablo II
Después de convertirse en papa en 1978, Juan Pablo II continuó con la Teología Católica del Cuerpo de sus predecesores con una serie de conferencias tituladas Theology of the Body, en las que habló sobre una "unidad original entre el hombre y la mujer", la pureza de corazón (en el Sermón de la Montaña), el matrimonio y el celibato y reflexiones sobre Humanae vitae, centradas principalmente en la paternidad responsable y la castidad conyugal.
En 1981, la exhortación apostólica del Papa, Familiaris consortio, reafirmó la oposición de la Iglesia al control artificial de natalidad establecido previamente en Humanae vitae.
Juan Pablo II volvió a abordar algunos de los mismos temas en su encíclica de 1993 Veritatis splendor. Reafirmó gran parte de Humanae vitae, y describió específicamente la práctica de la anticoncepción artificial como un acto no permitido por la enseñanza católica bajo ninguna circunstancia. La misma encíclica también aclara el uso de la conciencia en la toma de decisiones morales, incluido el uso de anticonceptivos. Sin embargo, Juan Pablo II también dijo: "No es correcto, por tanto, considerar la conciencia moral del individuo y el magisterio de la Iglesia como dos contendientes, como dos realidades en conflicto. La autoridad que el magisterio posee por voluntad de Cristo existe para que la conciencia moral pueda alcanzar la verdad con seguridad y permanecer en ella." Juan Pablo citó Humanae vitae como una encíclica compasiva, "Cristo no ha venido a juzgar al mundo sino a salvarlo, y aunque fue estricto e intransigente con el pecado, fue paciente y rico en misericordia con los pecadores".
La encíclica de Juan Pablo II de 1995 Evangelium vitae (El Evangelio de la Vida) afirmó la posición de la Iglesia sobre la anticoncepción y múltiples temas relacionados con la cultura de la vida.

### Papa Benedicto XVI
El 12 de mayo de 2008, Benedicto XVI aceptó una invitación para hablar con los participantes en el Congreso Internacional organizado por la Pontificia Universidad Lateranense en el 40.º aniversario de Humanae vitae. Situó la encíclica en un contexto global del amor, un tema que llamó "tan controvertido, pero tan crucial para el futuro de la humanidad". Humanae vitae se convirtió en "un signo de contradicción pero también de continuidad de la doctrina y tradición de la Iglesia... Lo que era verdadero ayer, también lo es hoy". La Iglesia sigue reflexionando "de manera siempre nueva y más profunda sobre los principios fundamentales que conciernen al matrimonio y la procreación". El mensaje clave de Humanae vitae es el amor. Benedicto afirma que la plenitud de la persona se logra mediante la unidad de alma y cuerpo, pero ni el espíritu ni el cuerpo por separado pueden amar, solo juntos. Si se rompe esta unidad y solo se satisface el cuerpo, el amor se convierte en una mercancía.

### Papa Francisco
El 16 de enero de 2015, el Papa Francisco, en un encuentro con familias en Manila, insistió en la necesidad de proteger a la familia: "La familia está [...] amenazada por los esfuerzos crecientes de algunos por redefinir la misma institución del matrimonio, por el relativismo, por la cultura de lo efímero, por la falta de apertura a la vida. Pienso en el Beato Pablo VI. En un momento en que se planteaba el problema del crecimiento demográfico, tuvo el coraje de defender la apertura a la vida en las familias. Conocía las dificultades que existen en cada familia, y por eso en su Encíclica fue muy misericordioso hacia casos particulares, y pidió a los confesores ser muy misericordiosos y comprensivos en el trato con casos particulares. Pero también tenía una visión más amplia: miraba a los pueblos de la tierra y veía esta amenaza de la destrucción de la familia por la privación de los hijos."
Un año antes, el 1 de mayo de 2014, Papa Francisco, en una entrevista concedida al periódico italiano Corriere della Sera, expresó su opinión y elogió a Humanae vitae: "Todo depende de cómo se interprete Humanae vitae. El propio Pablo VI, al final, instó a los confesores a ser muy misericordiosos y a prestar atención a las situaciones concretas. Pero su genio fue profético, tuvo el coraje de tomar una posición en contra de la mayoría, de defender la disciplina moral, de ejercer una contención cultural, de oponerse al malthusianismo presente y futuro. La cuestión no es cambiar la doctrina, sino profundizar y asegurarse de que la atención pastoral tenga en cuenta las situaciones y lo que las personas pueden hacer."